# (464456) 2016 BA41
(464456) 2016 BA41 es un asteroide perteneciente al cinturón de asteroides, descubierto el 28 de agosto de 2009 por el equipo Spacewatch desde el Observatorio Nacional de Kitt Peak (Arizona, Estados Unidos).